# Suzanne Perrottet
Suzanne "Suzy" Perrottet (1889 - 1983) va ser una ballarina, coreògrafa i professora suïssa de dansa moderna, dansa expressiva i new dance. Es considera una de les fundadores de la dansa expressiva i una de les responsables de la modernització de l'educació de la dansa. Va fundar i dirigir una escola de dansa Bewegungsschule Suzanne Perrottet a Suïssa. Es va formar en rítmica amb Émile Jaques-Dalcroze i en dansa amb Rudolf von Laban. A ella se li atribueix la influència de Dalcroze al mètode de Laban i en Kurt Jooss.
Va ser professora a l'institut de Dalcroze a Hellerau. Posteriorment va treballar amb Mary Wigman, que havia seguit la mateixa formació, i Rudolf von Laban. Més endavant, Wigman es va centrar sobretot en com ballar. Perrottet, a més de ballarina, es va convertir en l'assistent de Laban als seus estudis teòrics i coreografies. Va dirigir també l'escola Laban a Suïssa, que després prendria el seu propi nom. Tenia una sòlida formació musical i també va compondre algunes de les partitures utilitzades a les produccions de Laban que tenien so, comper exemple a The queen: a dance pantomime
Molt mística, per a ella la dansa era la seva "religió". Buscava l'alliberament psicològic de la ment a través de l'alliberament físic del cos. Prenia sessions de psicoanàlisi amb Carl Gustav Jung i estava molt interessada per la psicologia dels personatges. Per a ella l'important era l'expressivitat dels gests i moviments naturals, enfront dels hieràtics, que podien estar acompanyats de paraules (text dramàtic) i sons dels mateixos intèrprets. Als anys 10 estava en contacte amb el moviment dadaista, actuant com a música a la Galerie Dada i la Kaufleuten. Actuava regularment al Cabaret Voltaire, dadaista, del qual n'era l'estrella, juntament amb Claire Walther i Sophie Taeuber. Ballava coreografies seves sobre composicions pròpies per a violí i piano. Va influir a Mary Wigman i a Laban en l'estètica, en el dramatisme teatralitzat en l'ús de màscares.

## Vida personal
Suzy Perrottet va ser amant de Laban (que estava casat amb la cantant d'òpera Maya Lederer) quan ell vivia a Suïssa i sobretot als anys 30 s'escribien sovint. Aquesta correspondència, així com les memòries de Perrottet, s'han usat com a documents històrics clau de la cultura i la política europea. Van tenir un fill, Allard, que van internar a prop de Zúric a la secta "Aryana". De fet el mateix Laban, que ja era masó, va voler crear una secta el 1917, però no li va ser possible per motius econòmics. Laban mai es va responsabilitzar del seus fills, ni d'Allard ni dels que va tenir amb la seva dona o la seva altra amant Dussia Bereska. Allard es va suïcidar molt jove.
En 1990, Perrottet va donar a la biblioteca Kunsthaus de Zúric nombrosos documents personals recollits al llarg de la seva vida, incloent cartes i més de deu mil fotografies de dansa, gestos i expressions físiques.